# Аббатство Адмонт
Аббатство Адмонт (нем. Stift Admont, также Benediktinerstift Admont, официальное название  Benediktinerabtei St. Blasius zu Admont) — монастырь, расположенный на реке Энс в австрийском городе Адмонте.
Является старейшим монастырём в Штирии. Расположен у входа в национальный парк Гезойзе. Монастырь имеет самую большую монастырскую библиотеку в мире и музей, с артефактами от средневековья до наших дней, который проводит различные культурные мероприятия.

## История
Монастырь был основан в 1074 году архиепископом Гебхардом из Зальцбурга. На протяжении веков монастырь был не только религиозным центром верхней Штирии, но и центром искусства и науки. В 1120 году к нему был присоединён женский монастырь с уставом святого Бенедикта, который был упразднён в период Реформации. Основанный в XII веке скрипторий оставил после себя уникальные рукописи. Аббат Энгельберт, возглавлявший монастырь в 1297—1327 годах, был весьма разносторонним учёным человеком.
Войны с Турцией и период Реформации вызвали длительный упадок монастыря. Аббатство стало снова процветать с началом Контрреформации. Во второй половине XVI века монастырём управлял Иоганн Хоффманн.
В XVII−XVIII веках в монастыре работал ряд известных художников и скульпторов, в числе которых были Бенно Хаан и Йозеф Штаммель. Серьёзные и частично невосполнимые последствия оказал на монастырь пожар 1865 года, от которого пострадала библиотека и уничтожен построенный Францем Крисманном в 1782 году орган. Восстановление монастыря началось в следующем году и было окончено только к 1890 году.
Великая депрессия 1930-х годов привела монастырь на грань банкротства, когда аббатству пришлось продавать некоторые из своих художественных ценностей. В период национал-социализма монастырь был распущен, а монахи выселены. Они смогли вернуться в него только в 1946 году, после окончания Второй мировой войны.
В настоящее время является процветающим бенедиктинским сообществом, которым руководит Герхард Хафнер.

## Собор аббатства

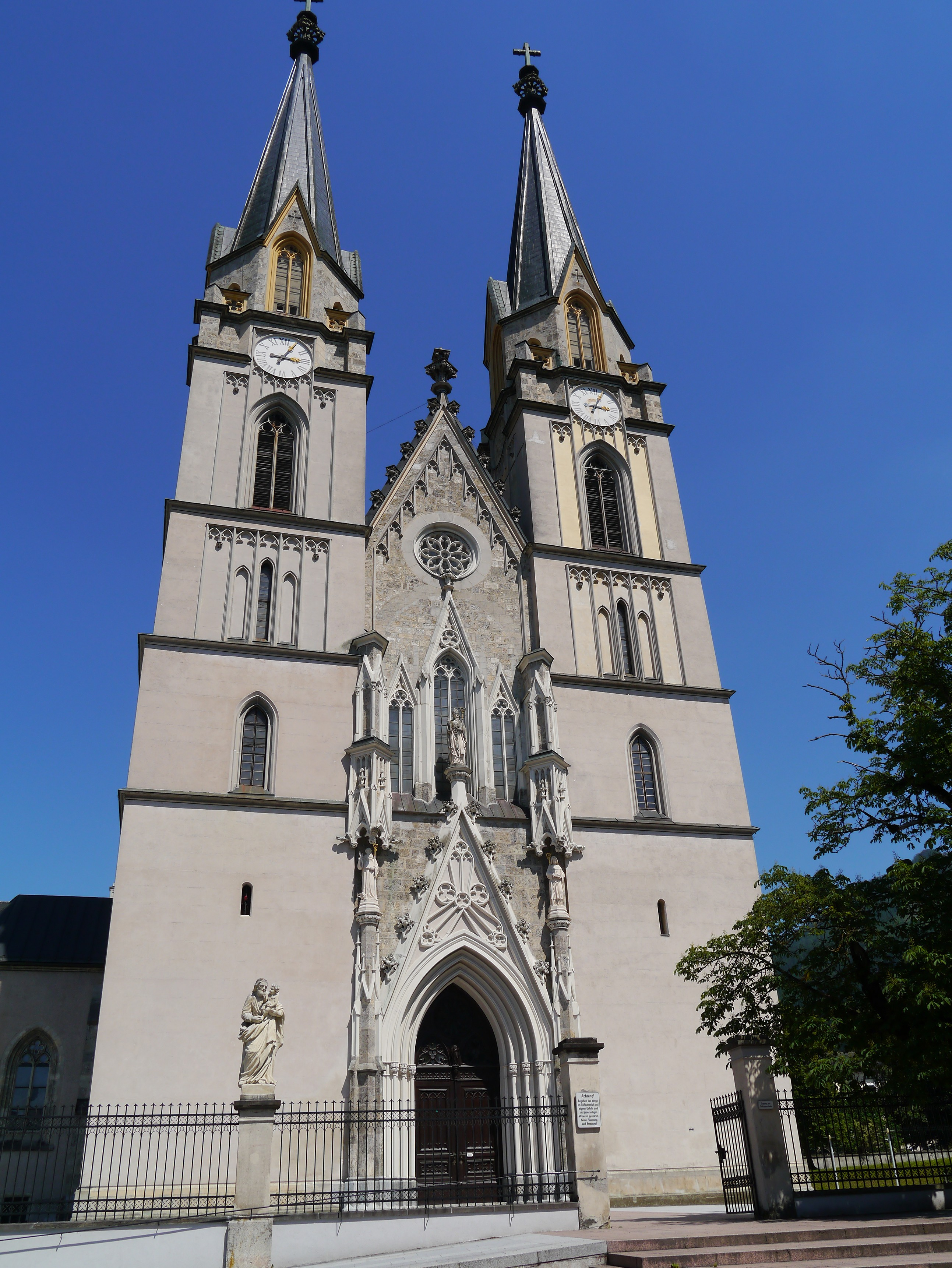
Соборная церковь

Римско-католическая Соборная церковь Адмонт была спроектирована и построена архитектором Вильгельмом Бюхером из Граца на месте уничтоженной пожаром 1865 года церкви. 12 сентября 1869 года под руководством настоятеля Зено Мюллера (Zeno Müller) состоялось торжественное освящение церкви. Она построена в неоготическом стиле по образцу Регенсбургского собора и стала первым неоготическим религиозным сооружением в Австрии. Две башни высотой 73 и 74 метра украшают церковь и видны далеко из долины Адмонт.

## Библиотека и музей
Библиотека аббатства, построенная в 1776 году, когда-то называлась «восьмым чудом света» и является крупнейшей в мире монастырской библиотекой. Её проект был разработан архитектором Йозефом Хьюбером; фрески на потолке выполнены Бартоломео Альтомонте и скульптуры — Йозефом Штаммелем. Имеет длину 70 метров, ширину 14 метров и высоту 13 метров. Книжный зал вмещает около 70 000 томов, полный библиотечный фонд составляет около 200 000 томов. Библиотека аббатства содержит более 1400 ценных рукописей, половина которых из средневековья, количество инкунабул (напечатанных до 1500 года) и печатных изданий периода 1501—1520 годов составляет более 930.

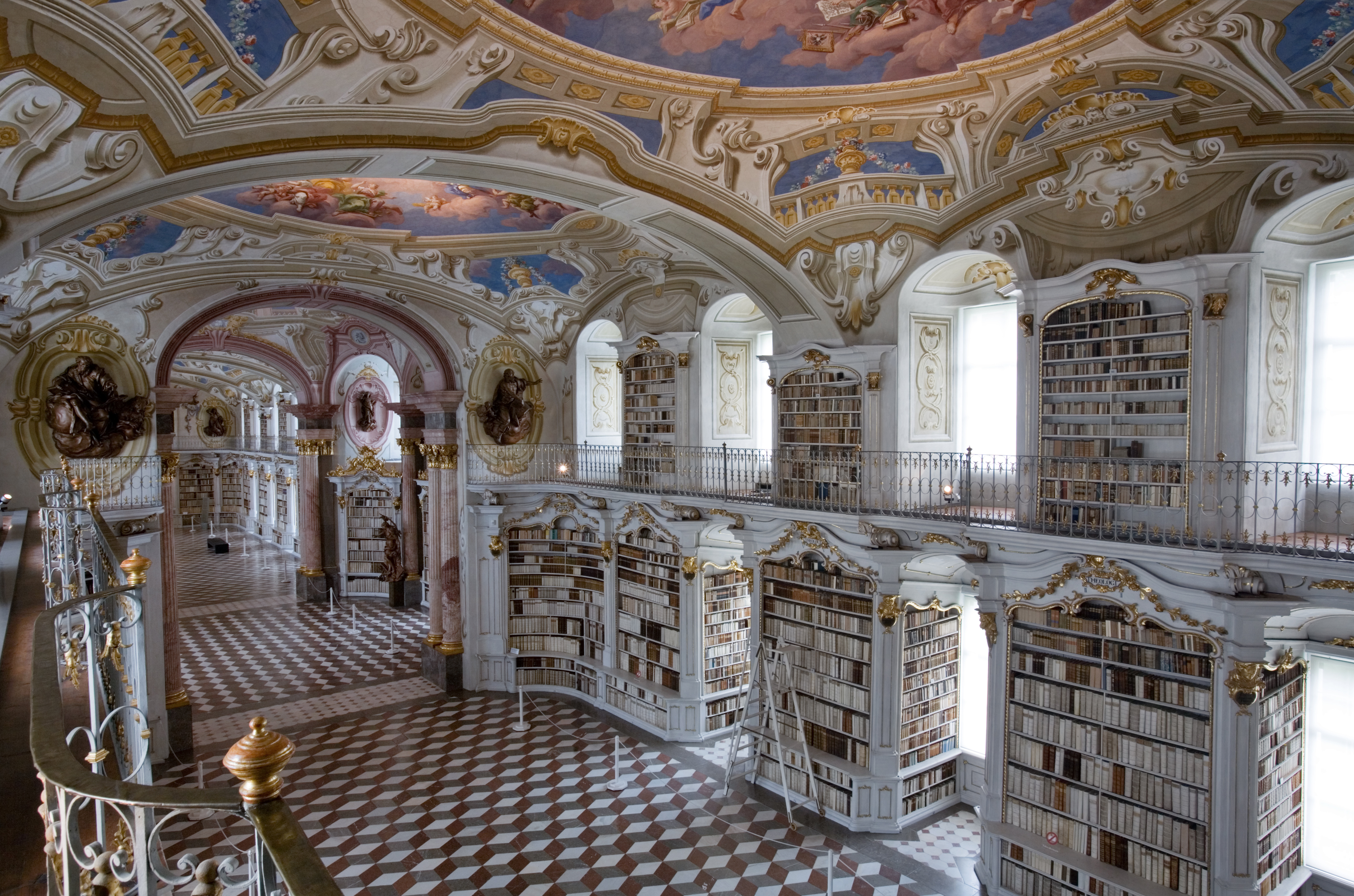
Зал библиотеки

Начиная с периода барокко, аббаты накопили большую коллекцию раритетов и научных образцов различных видов, которые были полностью уничтожены во время пожара 1865 года. С 1866 года созданием новой музейной коллекции занялся Габриэль Штробль — священник и учёный: ботаник и энтомолог. Именно его стараниями музей естествознания в настоящее время содержит более 250 000 экземпляров насекомых, также были сформированы минералов, горных пород и экзотических видов. В музее находятся также две коллекции исторического и современного искусства. Коллекция исторического искусства была начата в 1959 году отцом Адальбертом Краузе (Adalbert Krause) и значительно расширилась с 1980 года. С 1997 года аббатство создаёт коллекцию современного искусства, в основном представленную молодыми австрийскими художниками. В 2005 году музей аббатства Адмонт был удостоен австрийской премии Österreichische Museumspreis, присуждаемой Федеральным министерством образования, науки и культуры.